# Arby församling
Arby församling var en församling i Växjö stift inom Svenska kyrkan, i Kalmar kommun (Småland). Församlingen uppgick 2010 i Arby-Hagby församling.
Församlingskyrka var Arby kyrka.

## Administrativ historik
Församlingen har medeltida ursprung med en kyrka från 1100-talet. 
Ur församlingen utbröts på 1650-talet Arby kapell, nu Karlslunda församling. Församlingen utgjorde fram till omkring 1550 ett eget pastorat, därefter bildade den ett pastorat med Hagby församling för att från utbrytningen enligt ovan också inkludera Karlslunda församling. Sedan 1962 utgör den ett pastorat med Hagby församling, Halltorps församling och Voxtorps församling. 1 januari 2010 uppgick församlingen i Arby-Hagby församling.
Församlingskod var 088012.

## Series pastorum
| Ämbetstid   | Namn                     | Levnadstid             |
| (1526)      | Olof                     |                        |
| (154?)–1551 | Abraham                  | sannol. d 1553         |
| (1553)–1565 | Olof                     | d. 1565                |
| 1566–1605   | Bero (Björn) Jonæ        | d. 1605                |
| 1606–1643   | Olaus Petri              | d. 1643                |
| 1643–1658   | Petrus Jonæ Rothovius    | d. 1658                |
| 1659–1705   | Ericus Bethenius         | 1609–1705              |
| 1706–1741   | Anders Andreæ            | 1677–1741              |
| 1741–1774   | Sven Moring              | 1709–1774              |
| 1775–1798   | Eric Bäckstadius         | 1729–1798              |
| 1800–1807   | Eric Caspar Roosval      | 1758–1807              |
| 1810–1828   | Pehr Andreas Lindbom     | 1758–1828              |
| 1831–1841   | Matthias Dahm            | 1764–1841              |
| 1843–1852   | Carl Gustaf Montelius    | 1788–1852              |
| 1855–1872   | Pehr Runbäck             | 1794–1872              |
| 1873–1893   | Gustaf Theodor Tode      | 1822–1893              |
| 1897–1921   | Viktor Julius Ljunggren  | 1853–1921              |
| 1923–1930   | Josef Natanael Lindblad  | 1881–(åtminstone 1948) |
| 1931–1954   | Gunnar Henning Pleijel   | 1891–(åtminstone 1954) |
| 1954–1958   | Paul Henning Eidert      |                        |
| 1958–1961   | Otto Theodor Svennebring | 1907–1994              |
| 1962–1972   | Otto Theodor Svennebring | 1907–1994              |
| 1973–1983   | Hans-Lennart Hartler     |                        |
| 1983–2001   | Sven Göran Carlsson      |                        |

## Organister och klockare
| Ämbetstid | Namn                | Levnadstid | Övrigt              |
| --------- | ------------------- | ---------- | ------------------- |
| 1704      | Sven Larsson        |            | Klockare            |
| 1725–1730 | Sven Malmberg       |            | Klockare            |
| 1731–1733 | Christian Lundqvist |            | Klockare            |
| 1734–1739 | Nils Germundsson    |            | Klockare            |
| 1740–1741 | Olof Wahlgren       |            | Klockare            |
| 1742–1743 | Holmbeck            |            | Klockare            |
| 1745–1758 | Nils Östergren      |            | Klockare            |
| 1759–1760 | Magnus Mårel        |            | Klockare            |
| 1762–1775 | Johan Lång          |            | Klockare            |
| 1776–1785 | Sven Lång           |            | Klockare            |
| 1786–1819 | Sven Björkman       | 1759–1819  | Klockare            |
| 1821–1850 | Peter Wisén         | 1793–1850  | Klockare            |
| 1851–1896 | Nils Berggren       | 1822–      | Organist och kantor |